# Drama y Luz World Tour
El Drama y luz World tour fue una gira musical de la banda Mexicana Maná para promocionar su octavo álbum de estudio Drama y luz, la gira comenzó el 16 de junio de 2011 en San Juan, Puerto Rico y finalizó el 5 de octubre de 2014 en Santo Domingo, República Dominicana. Esta ha sido la gira musical más grande de Maná.

## Antecedentes
El 13 de abril de 2011 antes del anunico oficial de la gira, la banda confirmó que se presentaría en el Rock in Rio Madrid 2011 en Arganda del Rey (España) en 2012. La gira se anunció el 18 de abril de 2011 en la página de Facebook y sitio web oficial de Maná, con los primeros conciertos que tienen lugar en Puerto Rico. Debido a la abrumadora demanda, se dieron a conocer más fechas para San Juan, Los Ángeles, Houston y Chicago. El 6 de mayo de 2011 en su página de Facebook confirmaron las dos primeras fechas de la gira europea en España. Esta será la primera vez que la banda comienza una gira mundial en Puerto Rico. Maná se presentó con sus más recientes éxitos así como canciones de sus álbumes anteriores.

## Show
Con el Drama y Luz World Tour, Maná comienza su sexta gira musical, promocionando el "Drama y luz", comenzando con 3 conciertos consecutivos en San Juan, Puerto Rico.
En el Drama y luz World Tour, se agregaron canciones de su álbum Drama y luz, tales como Lluvia al corazón, Amor Clandestino, Mi reina del dolor (en el caso de la grabación del vídeo musical en Argentina), El espejo, Sor María, Vuela libre paloma, Latinoamérica, El Dragón y El verdadero amor perdona añadiéndolas junto con grandes éxitos como: Rayando el sol, En el muelle de San Blas, Clavado en un bar, Vivir sin aire, Mariposa traicionera entre otras.
A lo largo de la gira mundial, Maná se ha presentado en varios eventos, tales como Rock in rio en 2011 presentándose en Brasil, y en el 2012 en España, así como premios a la música como: los Premios Grammy Latinos, Premio Lo Nuestro, LatinBillboardMusicAwards, donde han recibido numerosos premios debido a su octavo álbum de estudio Drama y luz.

### Sinopsis
El show comienza con una introducción con una pantalla gigante, mientras se escucha una canción sinfónica. La canción que introduce es Lluvia al corazón, donde sin quitar la pantalla gigante, los integrantes de la banda la interpretan, al terminar se sube la pantalla y comienzan con su lista de canciones.
Maná tiene costumbre hacer participar al público para cantar las canciones. En la canción Rayando el sol, Fher señala alguna parte del estadio, y el público presente tiene que hacer algún tipo de seña/ saludo/ grito etc. En la canción Clavado en un bar, casi al finalizar, le da un mensaje al lugar donde se presentan, para posteriormente ondear las banderas del país en que se presentan y la bandera de México. En la canción En el muelle de San Blas, Fher presenta a la banda, comenzando por la banda adicional, Juan Carlos Toribio, Héctor Quintana y Fernando Vallín, para posteriormente presentar a la banda, Juan Calleros, Sergio Vallín, Alejandro González y Fernando Olvera.
Lo nuevo que trae el Drama y luz World Tour es la "isla", llamada así por los integrantes de la banda, y que consiste en un pequeño escenario que se localiza en el centro del estadio y en donde la banda realiza acústicos de canciones como "Vivir sin aire", "Se me olvidó otra vez" "Si no te hubieras ido" y donde también hacen subir a una persona del público para que esté con el grupo al momento de cantar una canción. Para pasar del escenario principal a la isla, ponen un vídeo grabado de Fher diciendo: 

Todo lo que le acontezca a la tierra, 

lo acontecerá los hijos de la tierra.

Si los hombres escupen en el suelo, 

se escupen a sí mismos . 

La tierra no pertenece a la tierra , 

es el hombre quien pertenece a la tierra . 

El hombre ha herido a la tierra gravemente , 

sin embargo, 

la tierra puede vivir sin el hombre, 

pero el hombre no puede vivir sin la tierra, 

el hombre ya solo está matando su muerte. 

Y posteriormente iniciar la canción donde jugaran los niños.
Mediante su página Web (www.mana.com.mx), lanzaron un concurso a guitarristas locales a las ciudades en los que se presentaban, donde los participantes se tenían que grabar tocando la guitarra. Los guitarristas con los vídeos más votados, tendrían la oportunidad de tocar junto con la banda la canción "Me vale".

### Artistas invitados
La gira contó con la visita de otros artistas. En Rock in Rio de 2011 tuvieron la visita de Andreas Kisser para tocar la guitarra en la canción Corazón Espinado junto a la banda. El 26 de junio de 2011 de En Los Ángeles (California) en el Staples Center, el jugador de fútbol mexicano Rafael Márquez se presentó junto con la banda para saludarlos en el escenario. El 20 de abril de 2012 tuvieron la visita de Marco Antonio Solís también en el Staples Center, para cantar su éxito Si no te hubieras ido, del cual Maná había realizado la versión en 2008, y en el mismo concierto Enrique Bunbury se presentó con la banda para cantar la canción "El dragón".

### Extensión del Tour
Aunque la banda había previsto finalizar la gira en el 2012, decidieron alargarla unos meses más en 2013, teniendo oportunidad de presentarse en el carnaval de Veracruz, en febrero al igual que se presentaron en el Festival Viña del Mar 2013, siendo esa su cuarta presentación en dicho festival después de haberse presentado en 1994, 1996 y el 2003 y finalmente terminando la gira en Centroamérica. Tiempo después de finalizarla tuvieron presentaciones fuera de la gira, al presentarse en el festejo del 450 aniversario de Durango. La banda participó en el Festival de Peñas de Villa María el 30 de enero de 2014. El 8 de febrero de 2014 Maná inauguró el Coliseo Yucatán.

## Lista de canciones
| Puerto Rico /2011 |
| --- |
| 1. "Lluvia al corazón" 2. "Oye mi amor" 3. "Manda una señal" 4. "Eres mi religión" 5. "Amor clandestino 6. "Rayando el sol" 7. "El espejo" 8. "Sor María" 9. "Vuela libre paloma" 10. "Bendita tu luz" 11. "Mariposa traicionera" 12. "Latinoamérica" 13. "Corazón espinado" 14. "Me vale" 15. Unplugged -la isla "¿Dónde jugarán los niños?", "Se me olvidó otra vez (cover)", "Ojalá pudiera borrarte" & "Te lloré un rió", "Si no te hubieras ido" & "Vivir sin aire" 16. Alex Solo 17. "Como te deseo" 18. "De pies a cabeza" 19. "Dejame entrar" 20. "Clavado en un bar" - Encores 1. "Labios compartidos" 2. "En el Muelle de San Blas" |

| Sudamérica / 2012 |
| --- |
| 1. "Lluvia al corazón" 2. "Déjame entrar" 3. "De pies a cabeza" 4. "El espejo" 5. "El Verdadero Amor Perdona" 6. "Vuela Libre Paloma" 7. "Amor Clandestino" 8. "Mariposa Traicionera" 9. "Corazón Espinado" 10. "Latinoamérica" 11. "Me Vale" 12. Alex Solo 13. "Bendita Tu Luz" 14. Unplugged - "Eres mi religión", "Te Lloré Un Rió", "Vivir Sin Aire", "Si No Te Hubieras Ido" & " El Rey" 15. "Clavado en un bar" 16. "En El Muelle De San Blas" - Encores 1. "Rayando El Sol" 2. "Manda Una Señal" 3. "Oye Mi Amor" 4. "Labios Compartidos" |

| Rock in rio 2011 |
| --- |
| 1. "Lluvia al corazón" 2. "Oye mi amor" 3. "Eres mi religión" 4. "Labios compartidos" 5. "Latinoamérica" 6. "Corazón espinado" 7. "Rayando el sol" 8. "Vivir sin aire" 9. "En El Muelle De San Blas" 10. "Clavado en un bar" |

| Rock in rio 2012 |
| --- |
| 1. "Oye mi amor" 2. "Déjame entrar" 3. "De pies a cabeza" 4. "Lluvia al corazón" 5. "El dragón" 6. "Manda una señal" 7. "Bendita tu luz" 8. "Mariposa traicionera" 9. "Latinoamérica" 10. "Clavado en un bar" 11. "Me vale" 12. "Solo Sergio Vallín 13. Unplugged - "Se me olvidó otra vez, "Te solte la rienda & Eres mi religión 14. "Vivir sin aire" 15. "Rayando el sol" 16. "En el muelle de San Blas" 17. "Corazón espinado" 18. "Labios compartidos" |

## Otras Apariciones
| Premio Lo Nuestro 2011                              |                        |                      |                             |
| Fecha                                               | Ciudad                 | País                 | Arena / Auditorio / Estadio |
| 17 de febrero de 2011                               | Miami                  | Estados Unidos       | American Airlines Arena     |
| Concierto Privado por SuperEstrella - 107.1 FM KSSE |                        |                      |                             |
| Fecha                                               | Ciudad                 | País                 | Arena / Auditorio / Estadio |
| 12 de abril de 2011                                 | Los Ángeles            | Estados Unidos       | Music Box Theater           |
| Concierto Privado por 93.1 FM Amor WPAT-FM          |                        |                      |                             |
| Fecha                                               | Ciudad                 | País                 | Arena / Auditorio / Estadio |
| 14 de abril de 2011                                 | Nueva York             | Estados Unidos       | Irving Plaza                |
| Concierto privado por Amor 107.5 FM WAMR-FM         |                        |                      |                             |
| Fecha                                               | Ciudad                 | País                 | Arena / Auditorio / Estadio |
| 15 de abril de 2011                                 | Miami                  | Estados Unidos       | The Fillmore Theater        |
| Latin Billboard Music Awards 2011                   |                        |                      |                             |
| Fecha                                               | Ciudad                 | País                 | Arena / Auditorio / Estadio |
| 26 de abril de 2011                                 | Coral Gables (Florida) | Estados Unidos       | BankUnited Center           |
| Concierto privado por Los 40 Principales            |                        |                      |                             |
| Fecha                                               | Ciudad                 | País                 | Los premios Billboard 2011  |
| 3 de mayo de 2011                                   | Madrid                 | España               | Teatro Arteria Coliseum     |
| Premios Grammy Latinos 2011                         |                        |                      |                             |
| Fecha                                               | Ciudad                 | país                 | Arena / Auditorio / Estadio |
| 10 de noviembre de 2011                             | Las Vegas (Nevada)     | Estados Unidos       | Mandalay Bay Events Center  |
| PremiosTelehit 2011                                 |                        |                      |                             |
| Fecha                                               | Ciudad                 | país                 | Arena / Auditorio / Estadio |
| 17 de noviembre de 2011                             | Acapulco (Guerrero)    | México               | Forum Mundo Imperial        |
| Premios Cadena Dial 2011                            |                        |                      |                             |
| Fecha                                               | Ciudad                 | País                 | Arena / Auditorio / Estadio |
| 22 de febrero de 2012                               | Santa Cruz de Tenerife | España               | Auditorio de Tenerife       |
| Premios Casandra 2012                               |                        |                      |                             |
| Fecha                                               | Ciudad                 | País                 | Arena / Auditorio / Estadio |
| 13 de marzo de 2012                                 | Santo Domingo          | República Dominicana | Teatro Nacional             |
| Premios Grammy Latinos 2012                         |                        |                      |                             |
| Fecha                                               | Ciudad                 | País                 | Arena / Auditorio / Estadio |
| 26 de abril de 2012                                 | Coral Gables           | Estados Unidos       | BankUnited Center           |

## Fechas
| Latinoamérica            |                        |                      |                                   |
| 16 de junio de 2011      | San Juan               | Puerto Rico          | Coliseo de Puerto Rico            |
| 17 de junio de 2011      | San Juan               | Puerto Rico          | Coliseo de Puerto Rico            |
| 18 de junio de 2011      | San Juan               | Puerto Rico          | Coliseo de Puerto Rico            |
| Norteamérica             |                        |                      |                                   |
| 23 de junio de 2011      | Los Ángeles            | Estados Unidos       | Staples Center                    |
| 24 de junio de 2011      | Los Ángeles            | Estados Unidos       | Staples Center                    |
| 25 de junio de 2011      | Los Ángeles            | Estados Unidos       | Staples Center                    |
| 26 de junio de 2011      | Los Ángeles            | Estados Unidos       | Staples Center                    |
| 27 de junio de 2011      | San Antonio            | Estados Unidos       | AT&T Center                       |
| 30 de junio de 2011      | Dallas                 | Estados Unidos       | American Airlines Center          |
| 2 de julio de 2011       | Houston                | Estados Unidos       | Toyota Center                     |
| 3 de julio de 2011       | Houston                | Estados Unidos       | Toyota Center                     |
| 7 de julio de 2011       | Miami                  | Estados Unidos       | American Airlines Arena           |
| 9 de julio de 2011       | Orlando                | Estados Unidos       | Amway Arena                       |
| 10 de julio de 2011      | Atlanta                | Estados Unidos       | Arena at Gwinnett Center          |
| 14 de julio de 2011      | Washington D. C.       | Estados Unidos       | Patriot Center                    |
| 16 de julio de 2011      | Newark                 | Estados Unidos       | Prudential Center                 |
| 17 de julio de 2011      | Boston                 | Estados Unidos       | Agganis Arena                     |
| 21 de julio de 2011      | Chicago                | Estados Unidos       | Allstate Arena                    |
| 22 de julio de 2011      | Chicago                | Estados Unidos       | Allstate Arena                    |
| Europa                   |                        |                      |                                   |
| 9 de septiembre de 2011  | Murcia                 | España               | Estadio de La Condomina           |
| 10 de septiembre de 2011 | Málaga                 | España               | Estadio La Rosaleda               |
| 15 de septiembre de 2011 | Madrid                 | España               | Palacio de Deportes de Madrid     |
| 17 de septiembre de 2011 | Bilbao                 | España               | Bizkaia Arena                     |
| 18 de septiembre de 2011 | Oviedo                 | España               | Estadio Carlos Tartiere           |
| 20 de septiembre de 2011 | Barcelona              | España               | Palau Sant Jordi                  |
| 23 de septiembre de 2011 | Las Palmas             | España               | Estadio de Gran Canaria           |
| 24 de septiembre de 2011 | Santa Cruz de Tenerife | España               | Estadio Heliodoro Rodríguez López |
| Rock in Rio 2011         |                        |                      |                                   |
| 1 de octubre de 2011     | Río de Janeiro         | Brasil               | Parque OlímpicoCidade do Rock     |
| Norteamérica             |                        |                      |                                   |
| 12 de octubre de 2011    | Ciudad Juárez          | México               | Estadio Olímpico Benito Juárez    |
| 21 de octubre de 2011    | Monterrey              | México               | Arena Monterrey                   |
| 22 de octubre de 2011    | Monterrey              | México               | Arena Monterrey                   |
| 26 de octubre de 2011    | Guadalajara            | México               | Estadio Tres de Marzo             |
| 28 de octubre de 2011    | Ciudad de México       | México               | Palacio de los Deportes           |
| 29 de octubre de 2011    | Ciudad de México       | México               | Palacio de los Deportes           |
| Latinoamérica            |                        |                      |                                   |
| 2 de noviembre de 2011   | Ciudad de Guatemala    | Guatemala            | Estadio del Ejército              |
| 4 de noviembre de 2011   | San Salvador           | El Salvador          | Estadio Jorge González            |
| 6 de noviembre de 2011   | Tegucigalpa            | Honduras             | EstadioChochi Sosa                |
| 12 de noviembre de 2011  | Panamá                 | Panamá               | Centro de Convenciones Figali     |
| 26 de noviembre de 2011  | Santiago               | Chile                | Estadio Bicentenario              |
| 30 de noviembre de 2011  | Mendoza                | Argentina            | Estadio Malvinas Argentinas       |
| 3 de diciembre de 2011   | Buenos Aires           | Argentina            | Estadio José Amalfitani           |
| 4 de diciembre de 2011   | Buenos Aires           | Argentina            | Estadio José Amalfitani           |
| 8 de diciembre de 2011   | Rosario                | Argentina            | Estadio Gigante de Arroyito       |
| 10 de diciembre de 2011  | Córdoba                | Argentina            | Estadio Mario Alberto Kempes      |
| 13 de diciembre de 2011  | Corrientes             | Argentina            | Estadio José A. Romero Feris      |
| 15 de diciembre de 2011  | Asunción               | Paraguay             | Jockey Club                       |
| 17 de diciembre de 2011  | Montevideo             | Uruguay              | Estadio Centenario                |
| 24 de febrero de 2012    | Quito                  | Ecuador              | Estadio Olímpico Atahualpa        |
| 27 de febrero de 2012    | Guayaquil              | Ecuador              | Estadio Modelo Alberto Spencer    |
| 1 de marzo de 2012       | Medellín               | Colombia             | Estadio Atanasio Girardot         |
| 3 de marzo de 2012       | Bogotá                 | Colombia             | Hipódromo de los Andes            |
| 6 de marzo de 2012       | San José               | Costa Rica           | Estadio Ricardo Saprissa Aymá     |
| 7 de marzo de 2012       | Puerto La Cruz         | Venezuela            | Estadio José Antonio Anzoátegui   |
| 9 de marzo de 2012       | Valencia               | Venezuela            | Parque Musical Evenpro            |
| 11 de marzo de 2012      | Caracas                | Venezuela            | Estadio de Fútbol USB             |
| 14 de marzo de 2012      | Santo Domingo          | República Dominicana | Estadio Quisqueya                 |
| Norteamérica             |                        |                      |                                   |
| 3 de abril de 2012       | McAllen                | Estados Unidos       | State Farm Arena                  |
| 4 de abril de 2012       | Houston                | Estados Unidos       | Toyota Center                     |
| 5 de abril de 2012       | Dallas                 | Estados Unidos       | American Airlines Center          |
| 7 de abril de 2012       | Laredo                 | Estados Unidos       | LaredoEnergy Arena                |
| 10 de abril de 2012      | Nueva York             | Estados Unidos       | Madison Square Garden             |
| 11 de abril de 2012      | Nueva York             | Estados Unidos       | Madison Square Garden             |
| 13 de abril de 2012      | Chicago                | Estados Unidos       | Allstate Arena                    |
| 17 de abril de 2012      | Sacramento             | Estados Unidos       | Power Balance Pavilion            |
| 19 de abril de 2012      | Los Ángeles            | Estados Unidos       | Staples Center                    |
| 20 de abril de 2012      | Los Ángeles            | Estados Unidos       | Staples Center                    |
| 22 de abril de 2012      | Fresno                 | Estados Unidos       | SaveMart Center                   |
| 24 de abril de 2012      | San Diego              | Estados Unidos       | Valley View Casino Center         |
| 25 de abril de 2012      | Los Ángeles            | Estados Unidos       | Staples Center                    |
| 27 de abril de 2012      | Oakland                | Estados Unidos       | Oracle Arena                      |
| 1 de mayo de 2012        | Denver                 | Estados Unidos       | Pepsi Center                      |
| 4 de mayo de 2012        | Phoenix                | Estados Unidos       | US Airways Center                 |
| 6 de mayo de 2012        | El Paso                | Estados Unidos       | El Paso County Coliseum           |
| 8 de mayo de 2012        | San Antonio            | Estados Unidos       | AT&T Center                       |
| 9 de mayo de 2012        | Corpus Christi         | Estados Unidos       | American Bank Center              |
| 11 de mayo de 2012       | Miami                  | Estados Unidos       | American Airlines Arena           |
| Europa                   |                        |                      |                                   |
| 30 de junio de 2012      | Madrid                 | España               | Rock in Rio Madrid 2012           |
| 7 de julio de 2012       | Milán                  | Italia               | Mediolanum Forum                  |
| Asia                     |                        |                      |                                   |
| 12 de julio de 2012      | Tel Aviv               | Israel               | Nokia Arena                       |
| Latinoamérica            |                        |                      |                                   |
| 1 de septiembre de 2012  | Curazao                | Curazao              | World Trade Center Curaçao        |
| 7 de septiembre de 2012  | San Juan               | Puerto Rico          | Coliseo de Puerto Rico            |
| Norteamérica             |                        |                      |                                   |
| 13 de septiembre de 2012 | Bakersfield            | Estados Unidos       | Rabobank Arena                    |
| 14 de septiembre de 2012 | Oakland                | Estados Unidos       | Oracle Arena                      |
| 16 de septiembre de 2012 | Las Vegas              | Estados Unidos       | MGM Grand Garden Arena            |
| 18 de septiembre de 2012 | Ontario                | Estados Unidos       | Citizens Business Bank Arena      |
| 20 de septiembre de 2012 | Tucson                 | Estados Unidos       | Tucson Arena                      |
| 28 de septiembre de 2012 | Monterrey              | México               | Arena Monterrey                   |
| 5 de octubre de 2012     | Ciudad de México       | México               | Palacio de los Deportes           |
| Latinoamérica            |                        |                      |                                   |
| 23 de octubre de 2012    | Río de Janeiro         | Brasil               | Citibank Hall                     |
| 26 de octubre de 2012    | São Paulo              | Brasil               | Credicard Hall                    |
| 28 de octubre de 2012    | Belo Horizonte         | Brasil               | Chevrolet Hall                    |
| 1 de noviembre de 2012   | Porto Alegre           | Brasil               | Pepsi On Stage                    |
| Norteamérica             |                        |                      |                                   |
| 29 de noviembre de 2012  | León                   | México               | Poliforum León                    |
| 30 de noviembre de 2012  | Querétaro              | México               | Estadio Corregidora               |
| 7 de diciembre de 2012   | Guadalajara            | México               | Auditorio Telmex                  |
| 8 de diciembre de 2012   | Guadalajara            | México               | Auditorio Telmex                  |
| 14 de febrero de 2013    | Veracruz               | México               | Malecón                           |
| 16 de febrero de 2013    | Puebla                 | México               | Recinto siglo XXI                 |
| Latinoamérica            |                        |                      |                                   |
| 24 de febrero de 2013    | Viña del Mar           | Chile                | Anfiteatro de la Quinta Vergara   |
| 6 de marzo de 2013       | San José               | Costa Rica           | Estadio Ricardo Saprissa Aymá     |
| 9 de marzo de 2013       | Ciudad de Guatemala    | Guatemala            | Estadio Mateo Flores              |
| 14 de marzo de 2013      | San Pedro Sula         | Honduras             | Estadio Francisco Morazán         |
| 16 de marzo de 2013      | Managua                | Nicaragua            | Estadio Nacional                  |
| Norteamérica             |                        |                      |                                   |
| 7 de junio de 2013       | Durango                | México               | Instalaciones de la feria         |
| Latinoamérica            |                        |                      |                                   |
| 30 de enero de 2014      | Villa María            | Argentina            | Anfiteatro Villa María            |
| Norteamérica             |                        |                      |                                   |
| 8 de febrero de 2014     | Mérida                 | México               | Coliseo Yucatán                   |
| 14 de febrero de 2014    | Pachuca                | México               | Parque David Ben Gurión           |
| Latinoamérica            |                        |                      |                                   |
| 29 de agosto de 2014     | Curazao                | Curazao              | World Trade Center Curaçao        |
| 5 de octubre de 2014     | Santo Domingo          | República Dominicana | Estadio Olímpico Félix Sánchez    |

## Personal

### Banda
- Fher Olvera - voz principal, guitarra, armónica, y miembro del grupo
- Álex González - batería, coros y miembro del grupo
- Sergio Vallín - guitarra acústica y eléctrica y miembro del grupo
- Juan Calleros - bajo y miembro del grupo.

### Banda adicional
- Juan Carlos Toribio - Teclados
- Fernando "Psycho" Vallín - guitarra, coros
- Héctor Quintana - percusiones, coros.

### Gerencia y personal
- Personal Manager - Angelo Medina
- Personal Manager - Ulises Calleros
- Tour Manager - Fabián Serrano
- Gerente de Producción - RolyGarbaloza
- Director de Arte - Nicolás Castillo
- Stage Manager - Francisco "Coco" Ayón
- Ingeniero de Sonido - Fernando Pérez Claudín,
- Ingeniero de vídeo - Auturo López Gorza
- Técnico de guitarra - Enrique Vallín
- Técnico de batería - Julio Galindo Moreno
- Coordinador de Producción - Jorge Reyes.

## Premios
- Los Premios 40 Principales 2011: Mejor concierto/tour